# Municipio de Cass (condado de Pulaski)
El municipio de Cass (en inglés: Cass Township) es un municipio ubicado en el condado de Pulaski en el estado estadounidense de Indiana. En el año 2010 tenía una población de 878 habitantes y una densidad poblacional de 9,37 personas por km².

## Geografía
El municipio de Cass se encuentra ubicado en las coordenadas 41°7′44″N 86°52′21″O / 41.12889, -86.87250. Según la Oficina del Censo de los Estados Unidos, el municipio tiene una superficie total de 93.66 km², de la cual 93,66 km² corresponden a tierra firme y (0 %) 0 km² es agua.

## Demografía
Según el censo de 2010, había 878 personas residiendo en el municipio de Cass. La densidad de población era de 9,37 hab./km². De los 878 habitantes, el municipio de Cass estaba compuesto por el 95,79 % blancos, el 0,11 % eran afroamericanos, el 0,46 % eran amerindios, el 0,11 % eran asiáticos, el 2,16 % eran de otras razas y el 1,37 % eran de una mezcla de razas. Del total de la población el 3,53 % eran hispanos o latinos de cualquier raza.